# Phalaenopsis corningiana
Phalaenopsis corningiana Rchb.f., 1879 è una pianta della famiglia delle Orchidacee endemica del Borneo.

## Descrizione
È un'orchidea di medio-piccola taglia, a comportamento epifita, come tutte le specie del genere Phalaenopsis a crescita monopodiale.
 Presenta un corto fusto, avvolto da foglie a forma da oblunga ad ovata, acute all'apice. La fioritura avviene normalmente dalla primavera all'estate, mediante un'infiorescenza che aggetta lateralmente, meno lunga della foglia (mediamente 30 centimetri), con rachide a zig-zag, portante pochi fiori. Questi sono grandi da 5 a oltre 6 centimetri, si aprono sequenzialmente, hanno consistenza spessa e cerosa e sono di colore bianco crema con spesse righe rosso scuro in petali e sepali, entrambi di forma ovato-lanceolata. Il labello è piccolo in rapporto alle dimensioni del fiore, a forma trilobata con i lobi laterali rialzati,  di colore rosa variegato di bianco e arancione e reca numerosissime escrescenze appendicolari.

## Distribuzione e habitat
La specie è endemica dell'isola del Borneo
Cresce epifita su alberi alti anche oltre 50 metri, ricoperti di muschio e posti su rocce calcaree, presso imponenti cascate d'acqua, da 450 a 600 metri sul livello del mare.

## Sinonimi
Polychilos corningiana (Rchb.f.) Shim, 1982

Phalaenopsis cumingiana Rchb.f., 1881

Phalaenopsis sumatrana var. sanguinea Rchb.f., 1881

Phalaenopsis sumatrana subvar. sanguinea (Rchb.f.) A.H.Kent, 1891

## Coltivazione
Questa pianta è bene coltivata in panieri appesi, su supporto di sughero oppure su felci arboree e richiede in coltura esposizione all'ombra, temendo la luce diretta del sole, con temperature calde durante tutto il corso dell'anno.